# Manikpur
Manikpur és una ciutat i nagar panchayat al districte de Pratapgarh a Uttar Pradesh. Recentment se la batejat oficialment com Garhi Manikpur com a distinció d'altres viles amb el nom Manikpur. Està situada a 25° 04′ N, 81° 07′ E / 25.07°N,81.12°E. És el nagar panchayat més antic de l'estat. Consta al cens del 2001 amb una població de 13.455 habitants. Celebra dos importants fires religioses una al juny-juliol i una a l'octubre-novembre a les que assisteixen milers de persones.

## Història
La fundació s'atribueix a Man Deo, fill petit de Raja Bal Deo de Kanauj, o alternativament a Manik Chand, germà petit de Raja Jai Chand de Kanauj. Els musulmans shaykhs reclamen ser descendents d'una colònia musulmana establerta en temps de Sayyid Salar Masud al segle xi (vers 1032), restant en poder musulmà a la caiguda de la dinastia de Kanauj el 1193-1194, però per la seva situació fronterera fou escenari de lluites entre poders rivals i especialment entre Delhi i Jaunpur. A la caiguda d'aquest sultanat al darrer quart del segle xv per obra de Bahlul Shah Lodi (1452-1489) va quedar en mans de Delhi però després fou altre cop objecte de disputa entre lodis, mogols i suris; finalment Akbar se'n va assegurar el control i fou inclòs en un dels sarkars de la suba d'Allahabad. Sota els emperadors mogols va arribar al cim de la seva prosperitat; la ciutat fou residència de nobles d'alt rang de l'imperi. Fou visitada per Aurangzeb que segons la llegenda popular va fer construir una mesquita en una sola nit per tenir-la a punt per a les oracions de l'emperador al matí. El 1751 fou assaltada pels rohilles i després pels marathes el 1760-1761, que la van saquejar. Shuja al-Daula, després de derrotar els marathes, va quedar de fet independent com a nawab wazir d'Oudh (1762) i Manikpur va quedar dins els seus dominis com a sarkar, dividit en diverses parganes. La ciutat fou llavors capital d'una pargana de l'Oudh amb una superfície de 215 km² amb uns 120 pobles i 55.474 habitants el 1881 dels quals quasi cinquanta mil eren hindús i la resta musulmans. 46 pobles pertanyien al zamindar de Rampur en tinença tipus talukdari. La ciutat tenia 1.798 habitants el 1881 i més de la meitat eren musulmans.
Al final del segle xix la major part dels grans edificis com mesquites, tombes i palaus estaven en ruïnes i el seu material reutilitzat per construir altres edificis; entre els materials que foren utilitzats en un altre lloc hi ha les pedres gravades esplèndidament obra del governador d'Akbar, Nawab Abdul Samad Khan, portades a Lucknow